# ドメニコ・モルフェオ
ドメニコ・モルフェオ（Domenico Morfeo、1976年1月16日 - ）はイタリア・ペシーナ出身の元サッカー選手。ポジションはMF。

## 所属クラブ
- 1992-1997  アタランタBC
- 1997-2002  ACフィオレンティーナ

→1998-1999  ACミラン (loan)
→1999-2000  カリアリ・カルチョ (loan)
→2000  エラス・ヴェローナFC (loan)
→2001  アタランタBC (loan)
- 2002-2003  インテルナツィオナーレ・ミラノ
- 2003-2008  パルマAC/パルマFC
- 2008-2008.12  ブレシア・カルチョ
- 2009  USクレモネーゼ
- 2010-2011  サン・ベネデット・デイ・マルシ

| スタブアイコン | サブスタブ | この項目は、まだ閲覧者の調べものの参照としては役立たない、サッカー選手に関連した書きかけの項目です。この項目を加筆・訂正などしてくださる協力者を求めています（P:サッカー/PJ:サッカー選手/PJ:女子サッカー）。 |